# Pseudomaenas eumetrorrhabda
Pseudomaenas eumetrorrhabda là một loài bướm đêm trong họ Geometridae.